# Жан Жак де Селлон
Жан Жак де Селлон (фр. Jean-Jacques de Sellon; 20 січня 1782 — 6 червня 1839) — швейцарський письменник, філантроп, колекціонер мистецтва, меценат, один з перших в Європі пацифістів, борець заскасування смертної кари.

## Життєпис
Належав до дрібного шляхетського роду Селлонів з Нім. Його предки були гугенотами, тому 1685 року після скасування Нантського едикту втекли до Женеви, де 1699 року стали громадянами цієї республіки. Родина увійшла до гільдії торгівців шовком. Дід — Жан Франсуа де Селлон, сеньйор Алламан — був одним з женевським міністром французького короля Людовика XV. Син Жан де Селлона, графа Священної Римської імперії, та Анни Монц. Народився 1782 року в Женеві. Виховання у кальвіністському дусі до 8 років здійснювалося репетитором П'єром Віцем, вивчвив німецьку мову, зацікавився питання телогії та філантропії. З 1790 року до 1794 року перебуває з батьками в Італії, де відвідав Неаполь, Мілан, Рим, Флоренцію. Жан де Селлон опікувався розширенням його ділових контактів, залишаючись на відстані від революційних подій у Франції. Значний вплив на молодого Селлона мала звітска про скасування смертної кари у великому герцогстві Тосканському 1794 року. Назад родина поверталася через Тироль, Баварію й Швабію. Продовжив навчання з права й теології.
З 1795 по 1800 рік мешкав переважно в родинному замку Алламан (графство Во). 1798 року у нього викликало несприйняття захопдлення Женеви французькими військами. З 1800 року мешкав у Женеві і подорожував Європою. У 1804 році він вперше поїхав до Парижа. Шанувальник Наполеона I, він був присутній на його коронації як короля Італії в Міланському соборі в 1805 році. Наполеон I за протекці сестри де Селлона — Жанни-Вікторії, фрейліни Поліни Бонапарт, і швагера де Селлона — Мішеля Бензо Кавура (швагера Наполеона I) — надав Жану Жаку де Селлону посаду камергера короля Італії, а потім зробив кавалером Ордена Возз'єднання.
Після смерті свого батька в 1810 році успадкував титули, торгівлю шовком, значні статки, а також майно в Алламані та в старому місті Женеви. У 1819 році він придбав майно під назвою «La Fenêtre» у Преньї, поблизу Женеви. У 1813 році він одружився з Александрін де Буде де Буассі, від якої в 1821—1838 роках народилося чотири дочки. Того ж року підтримав вступ австрійських військ до Женеви. Під час Ста днів Наполеона I У 1814—1815 роках очолював міліцію (народне ополчення) Женеви, яка повинна була допмогти австрійцям у обороні кордонів женевської республіки від маршала Луї-Габрієля Сюше.
Після Женевської реставрації 1815 року та приєднання республіки до Швейцарії, у 1816 році де Селлон став членом «представницької ради» (законодавча влада Женеви). В наступні роки він активно виступав, зокрема, щодо свободи торгівлі та скасування смертної кари. Він публікує юридичні та філософські аргументи проти смертної кари, а також перекладає твори відомих аболіціоністів, таких як Джованні Карміньяні та Карл Йозеф Антон Міттермаєр. Не досягнувши успіху, він розпочав у 1826 році літературно науковий конкурс на найкращий твір із скасуваня смертної кари. Також виступав за зниження виборчого цензу, але невдало.
В своєму маєтку він вітав багатьох діячів мистецтва і політики, аристократів, зокрема членів родини Бонапартів, ерцгерцогів Фердинанда і Максиміліана Габсбургів, піаніста Ференца Ліста, імператрицю Жозефіну Богарне, графа Іоанна Каподистрію, князя Генріка Любомирського, Юг-Бернара Маре, герцога Бассано, Жорж Санд, свого небожа — графа Камілло Бенсо ді Кавура.
У 1830 році створив «Société de la paix» (Товариство миру), яке стало третьою у світі після США і Великої Британії У 1832 році сприяв перейменуванню острова Берж на острів Руссо (на честь відомого філософа Жан Жак Руссо, уродженця Женеви) Також активно підтримував спорудження пам'ятника останнього. Разом з тим того ж року через напад подагри йому поралізувало праву руку і він часом втратив голос. У 1834 році пішов з політики. Втім того ж року запропонував винагороду в 200 франків автору кращого проєкта з'єднання Рейна й Середземного моря через Швейцарію. 24 лютого 1835 року дочекався встановлення пам'ятника Руссо. Втім його ідея поставити пам'ятник Жану Кальвіну не отримала підтримки в представницькій раді. 1838 року активно виступав проти видачі Луї-Наполеона Бонапарта уряду Французької республіки, що дозволило уникнути тому депортації. Помер 1839 року. Значна частина його колекції була заповіщена місту Женеви (тепер входить до експонатів Музею мистецтва і історії.

## Теоретик пацифізму
Послідовник бачення верховенства права Чезаре Беккаріа, граф де Селлон спирався на «принцип недоторканності людської особи», право людини на фізичну недоторканність, яке він застосовує до конфліктів між державами. Таким чином, він вказує на тісні зв'язки між гуманітарним і філантропічним пацифізмом, мирною освітою та основними правами, не будучи антимілітаристом. Був переконаний, що реформаторський рух має починати з еліт.

## Твочрість
Був автором десятки брошур і книг на теми скасування смертної кари та пацифізм, а також 2 театральних п'єс.

## Родина
Дружина — Александрін де Буде де Буассі з французького шляхетського роду
Діти:
- Катрін
- Євгенія
- Гортензія
- Валентина

## Пам'ять
- Вулиця носить ім'я Жана-Жака де Селлона в Женеві, в районі Грот.
- Замок Алламан є культурним надбанням національного значення
- Готель «Sellon» на вулиці Гранж у старому місті Женеви є культурним надбанням регіонального значення.